# Beaufortův ostrov
Beaufortův ostrov je z větší části ledem pokrytý vulkanický ostrov, ležící asi 20 kilometrů severně od Rossova ostrova a jižně od Franklinova ostrova v Rossově moři v Antarktidě. Ostrov je 7 km dlouhý a 3,2 km široký. Nejvyšším bodem je s 771 metry Paton Peak.
Objevil a zakreslil jej v roce 1841 James Clark Ross a pojmenoval jej podle námořníka Britské královského námořnictva a hydrografa Francise Beauforta.
Na Beaufortově ostrově hnízdí chaluhy antarktické a dva druhy tučňáků — tučňáci kroužkoví a tučňáci císařští. Z tohoto důvodu je ostrov zapsán jako Zvláště chráněné antarktické území číslo 105 (Antarctic Specially Protected Area No 105) a vstup sem je možný jen s úředním povolením.